# درخت آزاد (سرده)
درخت آزاد (نام علمی: Zelkova) نام یک سرده از تیره نارونیان است.